# Léon de Saint-Lubin

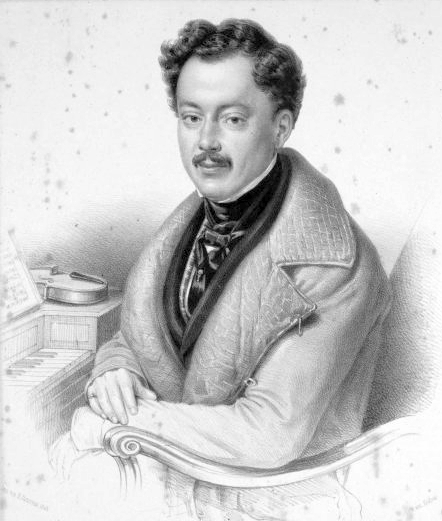
Léon de Saint-Lubin.

Napoléon Antoine Eugène Léon de Saint-Lubin, född den 5 juli 1805 i Turin, död den 13 februari 1850 i Berlin, var en italienskfödd tysk violinist och tonsättare.
Saint-Lubin erhöll 1818 undervisning av Spohr. Åren 1830–1847 var han konsertmästare vid Königstädtisches Theater i Berlin. Saint-Lubin komponerade violinkonserter,
stråkkvartetter och operor med mera.